# Psydrax gilletii
Psydrax gilletii är en måreväxtart som först beskrevs av De Wild., och fick sitt nu gällande namn av Diane Mary Bridson. Psydrax gilletii ingår i släktet Psydrax och familjen måreväxter. Inga underarter finns listade i Catalogue of Life.